# دریای بالتیک
دریای بالتیک (به انگلیسی: Baltic Sea) دریایی در شمال اروپا است که بین شبه‌جزیره اسکاندیناوی (در سواحل سوئد و دانمارک)، فنلاند، روسیه، کشورهای حوزه بالتیک (استونی، لتونی، لیتوانی)، لهستان و آلمان قرار دارد.
دریای بالتیک، شاخه‌ای از اقیانوس اطلس شمالی است که از عرض جغرافیایی جنوب دانمارک تا نزدیکی مدار قطب شمال امتداد یافته و شبه‌جزیره اسکاندیناوی را از سایر نقاط قاره اروپا جدا می‌کند.
دریای بالتیک از طریق تنگه‌های باریک دانمارک به اقیانوس اطلس متصل می‌شود و به دلیل همین ارتباط محدود، آب آن شوری کمتری نسبت به اقیانوس دارد. این ویژگی باعث می‌شود که بخش‌های شمالی آن در زمستان یخ بزند. آب دریای بالتیک عمدتاً نیمه‌شور است، اگرچه در بخش غربی دریای بالتیک به دلیل تبادل آب با اقیانوس اطلس و دریای شمال، شوری و اکسیژن بیشتری مشاهده می‌شود.
دریای بالتیک که بزرگ‌ترین پهنه آب لب‌شور در جهان است، نیمه بسته و نسبتاً کم‌عمق است و برای دانشمندان بسیار مورد توجه است، در حالی که برای مورخان، هسته اقتصادی اتحادیه هانزا، گروه تجاری بزرگ قرون وسطایی بنادر شمال اروپا را نشان می‌دهد. نام‌های فراوانی که در زبان‌های گوناگون برای این دریا به‌کار می‌رود گواهی بر جایگاه راهبردی آن به عنوان محل تلاقی بسیاری از کشورها است.
دریای بالتیک از نظر تاریخی و فرهنگی اهمیت بسیاری دارد و برای قرن‌ها به عنوان یک مسیر حیاتی تجاری و ارتباطی بین کشورهای اطراف خود عمل کرده است. امروزه نیز این دریا همچنان نقش مهمی در اقتصاد و حمل و نقل منطقه بازی می‌کند، اما با چالش‌هایی نظیر آلودگی و صید بی‌رویه نیز مواجه است.

## جغرافیای فیزیکی
دریای بالتیک در گوشهٔ شمالی خود توسط خلیج بوتنی، در گوشهٔ شمال شرقی توسط خلیج فنلاند و در گوشهٔ شرقی خود توسط خلیج ریگا محصور شده است. همچنین دریای بالتیک شمالی بین ناحیهٔ استکهلم در سوئد، جنوب غربی فنلاند و استونی واقع شده است. حوضه‌های آبخیز گوتلاند غربی و شرقی نیز بخش عمده‌ای از دریای بالتیک مرکزی را تشکیل می‌دهند. طول دریای بالتیک ۱۶۰۰ کیلومتر و عرض میانگین آن ۱۹۳ کیلومتر می‌باشد و میانگین عمق این دریا ۵۵ متر است.
با احتساب کاتگات، دریای بالتیک مساحتی حدود ۴۱۲٬۵۰۰ کیلومتر مربع (بدون کاتگات حدود ۳۹۰٬۰۰۰ کیلومتر مربع) و حجمی حدود ۲۱٬۶۰۰ کیلومتر مکعب دارد. حداکثر عمق آن ۴۵۹ متر و عمق متوسط آن ۵۲ متر است.
دریای بالتیک را توسط کانال دریای سفید–بالتیک به‌طور مصنوعی به دریای سفید و توسط کانال کیل به دریای شمال متصل کرده‌اند.

## ریشه‌شناسی و نامگذاری
تاسیتوس، تاریخ‌نگار رومی، این دریا را «دریای سوئبی» نامید، به یاد قوم ژرمنی سوئبی. بطلمیوس نیز آن را «اقیانوس سرمتی» نامید، به خاطر قوم ایرانی‌تبار سرمتی. اما اولین بار آداموس برمنزیس، تاریخ‌نگار آلمانی قرن یازدهم، از نام «دریای بالتیک» استفاده کرد.
در مورد ریشه نام بالتیک چند نظر وجود دارد:
- نظریه شکل کمربندی: که می‌گویید ممکن است بالتیک از کلمه آلمانی "belt" به معنی "کمربند" آمده باشد، چون این دریا مانند کمربندی از میان سرزمین‌ها می‌گذرد و تا یونان امتداد می‌یابد. یا شاید به خاطر دو تنگه دانمارک به نام "the Belts" باشد. برخی هم می‌گویند از واژه لاتین "balteus" به معنی "کمربند" گرفته شده است.
- نظریه جزیره بالتیکا: شاید نام جزیره‌ای افسانه‌ای به نام "Baltia" یا "Balcia" که در نوشته‌های پلینیوس آمده، روی نام‌گذاری دریا تأثیر گذاشته باشد. این جزیره هم ممکن است نامش از "belt" آمده باشد و به معنی "نزدیک کمربند دریا، تنگه" باشد.
- نظریه رنگ سفید: یک احتمال دیگر این است که نام از ریشه هندواروپایی "*bʰel" به معنی "سفید، روشن" گرفته شده باشد،[۳] مثل نام‌گذاری دریاهای سیاه و سرخ بر اساس رنگ. این ریشه در زبان‌های لیتوانیایی، لتونیایی و اسلاوی به معنی «سفید» وجود دارد،

بر این اساس، یک فرضیه مرتبط می‌گوید که این نام از طریق یک زبان‌های بالتیک مانند لیتوانیایی از این ریشه هندواروپایی سرچشمه گرفته است.
- نظریه باتلاق: شاید نام با رنگ‌های باتلاق مرتبط باشد، چون در برخی زبان‌های اروپایی ریشه مشابهی برای آب و مواد مرتبط با آن وجود دارد که ممکن است در اصل به رنگ باتلاق اشاره می‌کرده است (مثل کلمه نیا-اسلاوی "*bolto" به معنی "باتلاق").
- نظریه دریای محصور: یک توضیح دیگر این است که نام در اصل به معنای "دریای محصور، خلیج" بوده، در مقابل دریای آزاد.[۵]

## تاریخ

### شکل‌گیری اولیه
دریای بالتیک، با سواحل شنی سفید و صخره‌های بلند، یادگاری از دوران یخبندان اخیر است. این دریا در ابتدا یک دریاچه عظیم آب شیرین بود که با ذوب شدن یخچال‌ها، سرانجام به دریای شمال راه یافت و با ورود آب شور، به دریای بالتیک امروزی تبدیل شد.
دریای بالتیک در یک فرورفتگی باستانی در بستر سنگی بلورین شکل گرفته است. حوضه فعلی دریای بالتیک در طول میلیون‌ها سال در نتیجه فرآیندهای زمین‌شناسی تکامل یافته است. برخی از اولین رسوبات به دلیل چندین عصر یخبندان فرسایش یافته‌اند.
در طول و پس از دوره ذوب یخچال‌ها، حوضه دریای بالتیک به‌طور متناوب یک دریاچه آب شیرین و یک حوضه آب لب شور بوده است.
حدود ۱۸ هزار سال پیش، با گرم شدن آب و هوا، دریاچه یخی بالتیک در لبه صفحه یخی در حال عقب‌نشینی قاره شروع به شکل‌گیری کرد. سطح آب این دریاچه یخی بسیار بالاتر از سطح اقیانوس بود. دریای بالتیک برای چند هزار سال یک حوضه آب لب‌شور مانند امروز بوده است. با این حال، حتی در این مدت نیز دستخوش تغییراتی شده است. زمین بالا آمده، سطح دریا در برخی نقاط کاهش یافته و ارتباط با دریای شمال ضعیف شده است به طوری که کاهش شوری وجود داشته است.
در آینده، اگر بالا آمدن زمین ادامه یابد و سطح دریا به‌طور قابل توجهی افزایش نیابد، خلیج بوتنی در منطقه کوارکن بسته خواهد شد. این اتفاق تقریباً در ۲۰۰۰ سال آینده رخ خواهد داد. در این زمان، ارتباط آبی بین دریای بوتنی و خلیج بوتنی بسته خواهد شد و دومی به بزرگ‌ترین دریاچه داخلی اروپا، یعنی دریاچه بوتنی تبدیل خواهد شد.

### دوران کلاسیک
در زمان امپراتوری روم، دریای بالتیک با نام‌های Mare Suebicum یا Mare Sarmaticum شناخته می‌شد. تاسیتوس در کتاب‌های «آگریکولا» و «ژرمنیا» که در سال ۹۸ میلادی نوشته شده‌اند، دریای سوئبی (Mare Suebicum)، که به نام قبیله سوئبی نامگذاری شده بود، را در طول ماه‌های بهار به عنوان دریایی با آب لب‌شور توصیف می‌کند که یخ آن شکسته و تکه‌های آن در اطراف شناور می‌شوند. سوئبی‌ها در نهایت به سمت جنوب غربی مهاجرت کردند و به‌طور موقت در منطقه راینلند در آلمان امروزی ساکن شدند، جایی که نام آنها در منطقه تاریخی معروف به شوابن باقی مانده است. جوردانس در اثر خود، گتیکا، این دریا را دریای ژرمنی نامید.

### سده‌های میانه
در اوایل قرون وسطی، بازرگانان نورس (اسکاندیناویایی) یک امپراتوری تجاری در اطراف بالتیک ایجاد کردند. بعدها، نورس‌ها برای کنترل بالتیک علیه قبایل وند ساکن در ساحل جنوبی جنگیدند. نورس‌ها همچنین از رودخانه‌های روسیه برای مسیرهای تجاری استفاده می‌کردند و در نهایت راه خود را به دریای سیاه و جنوب روسیه پیدا کردند. این دوره تحت سلطه نورس به عنوان عصر وایکینگ‌ها شناخته می‌شود.
از زمان عصر وایکینگ‌ها، اسکاندیناوی‌ها به دریای بالتیک Austmarr ("دریاچه شرقی") می‌گفتند. "دریای شرقی" در Heimskringla ظاهر می‌شود و Eystra salt در Sörla þáttr ظاهر می‌شود. ساکسو گراماتیکوس در Gesta Danorum نام قدیمی‌تری را ثبت کرد، Gandvik، که -vik در نورس باستان به معنای "خلیج" است، که نشان می‌دهد وایکینگ‌ها به درستی آن را به عنوان یک ورودی دریا می‌دانستند. شکل دیگری از این نام، "Grandvik"، که حداقل در یک ترجمه انگلیسی از Gesta Danorum تأیید شده است، احتمالاً یک اشتباه املایی است.
علاوه بر ماهی، دریا همچنین کهربا را فراهم می‌کند، به ویژه از سواحل جنوبی آن در مرزهای امروزی لهستان، روسیه و لیتوانی. اولین ذکر ذخایر کهربا در سواحل جنوبی دریای بالتیک به قرن دوازدهم بازمی‌گردد. کشورهای هم‌مرز نیز به‌طور سنتی الوار، قطران چوب، کتان، شاهدانه و خز را با کشتی از طریق بالتیک صادر می‌کردند. سوئد از اوایل قرون وسطی آهن و نقره استخراج شده در آنجا را صادر می‌کرد، در حالی که لهستان دارای معادن نمک گسترده بود و هنوز هم دارد؛ بنابراین، دریای بالتیک مدت‌هاست که توسط کشتی‌های تجاری زیادی پیموده شده است.
سرزمین‌های ساحل شرقی بالتیک از آخرین مناطقی در اروپا بودند که به مسیحیت گرویدند. این اتفاق در نهایت در طول جنگ‌های صلیبی شمالی رخ داد: فنلاند در قرن دوازدهم توسط سوئدی‌ها، و آنچه اکنون استونی و لتونی هستند در اوایل قرن سیزدهم توسط دانمارکی‌ها و آلمانی‌ها (برادران لیوونی شمشیر). شوالیه‌های تتونیک کنترل بخش‌هایی از سواحل جنوبی و شرقی دریای بالتیک را به دست گرفتند، جایی که آنها کشور رهبانی خود را تأسیس کردند. لیتوانی آخرین کشور اروپایی بود که به مسیحیت گروید.

## صحنه منازعات
راه‌های تجاری اصلی اتحادیه هانزا:
در قرون هشتم تا چهاردهم میلادی، دزدی دریایی در بالتیک از سواحل پومرانی و پروس بسیار رایج بود و گروهی به نام برادران ویتالی بر گوتلاند تسلط داشتند.
از قرن یازدهم، سواحل جنوبی و شرقی بالتیک توسط مهاجرانی عمدتاً از آلمان مسکونی شدند که این حرکت «اوست‌زیدلونگ» (اسکان به شرق) نامیده شد. مهاجران دیگری از هلند، دانمارک و اسکاتلند نیز به این منطقه آمدند. اسلاوهای پولابی به تدریج توسط آلمانی‌ها جذب شدند.
در طول جنگ کریمه، یک ناوگان مشترک بریتانیایی و فرانسوی به قلعه‌های روسیه در بالتیک حمله کرد. این جنگ همچنین به عنوان جنگ اولند شناخته می‌شود. آنها سوئابورگ، که از هلسینکی محافظت می‌کند و کرونشتات، که از سن پترزبورگ محافظت می‌کند را بمباران کردند و بومارسوند را در اولند نابود کردند. پس از اتحاد آلمان در سال ۱۸۷۱، کل سواحل جنوبی به آلمان تعلق گرفت. بخشی از جنگ جهانی اول در دریای بالتیک رخ داد. پس از سال ۱۹۲۰، لهستان به قیمت آلمان به دریای بالتیک از طریق گذرگاه لهستان دسترسی پیدا کرد و بندر گدنیا را در رقابت با بندر شهر آزاد دانتسیش توسعه داد. دانمارک به تدریج کنترل بیشتر سواحل بالتیک را به دست آورد تا اینکه پس از شکست در نبرد بورنهود در سال ۱۲۲۷، بسیاری از دارایی‌های خود را از دست داد.
در سده‌های ۱۳ تا ۱۶، قوی‌ترین نیروی اقتصادی در شمال اروپا، اتحادیه هانزا، فدراسیونی از شهرهای تجاری اطراف دریای بالتیک و دریای شمال بود. در قرن شانزدهم و اوایل قرن هفدهم، لهستان، دانمارک و سوئد برای تسلط بر دریای بالتیک جنگیدند. در نهایت، سوئد بود که تقریباً تمام دریای بالتیک را دربر گرفت. در سوئد، این دریا سپس Mare Nostrum Balticum ("دریای بالتیک ما") نامیده می‌شد. هدف جنگ سوئد در طول قرن هفدهم تبدیل دریای بالتیک به یک دریای کاملاً سوئدی بود (Ett Svenskt innanhav)، چیزی که به جز بخش بین ریگا در لتونی و شچچین در پومرانی محقق شد. با این حال، هلندی‌ها در قرن هفدهم بر بازرگانی بالتیک تسلط داشتند.
در سده هجدهم، روسیه و پروس به قدرت‌های اصلی بر دریا تبدیل شدند. شکست سوئد در جنگ بزرگ شمالی، روسیه را به ساحل شرقی آورد. روسیه به یک قدرت مسلط در بالتیک تبدیل شد و همچنان باقی ماند. پتر کبیر روسیه اهمیت راهبردی بالتیک را درک کرد و تصمیم گرفت پایتخت جدید خود، سن پترزبورگ را در دهانه رود نوا در انتهای شرقی خلیج فنلاند تأسیس کند. تجارت زیادی نه تنها در منطقه بالتیک، بلکه با منطقه دریای شمال، به ویژه شرق انگلستان و هلند وجود داشت: ناوگان آنها به الوار، قیر، کتان و کنف بالتیک نیاز داشت.
در طول جنگ کریمه، یک ناوگان مشترک بریتانیایی و فرانسوی به قلعه‌های روسیه در بالتیک حمله کرد. این جنگ همچنین به عنوان جنگ اولند شناخته می‌شود. آنها سوئابورگ، که از هلسینکی محافظت می‌کند و کرونشتات، که از سن پترزبورگ محافظت می‌کند را بمباران کردند و بومارسوند را در اولند نابود کردند. پس از اتحاد آلمان در سال ۱۸۷۱، کل سواحل جنوبی به آلمان تعلق گرفت. بخشی از جنگ جهانی اول در دریای بالتیک رخ داد. پس از سال ۱۹۲۰، لهستان به قیمت آلمان به دریای بالتیک از طریق گذرگاه لهستان دسترسی پیدا کرد و بندر گدنیا را در رقابت با بندر شهر آزاد دانتسیگ توسعه داد.
پس از به قدرت رسیدن نازی‌ها، آلمان منطقه مملند را بازپس گرفت و پس از آغاز جبهه شرقی (جنگ جهانی دوم) کشورهای بالتیک را اشغال کرد. در سال ۱۹۴۵، دریای بالتیک به یک گور دسته جمعی برای سربازان و پناهندگان در حال عقب‌نشینی تبدیل شد که کشتی‌های حامل آنها مورد اصابت اژدر قرار می‌گرفت. غرق شدن کشتی ویلهلم گوستلوف همچنان بدترین فاجعه دریایی در تاریخ است که (تقریباً) ۹۰۰۰ نفر را کشت. در سال ۲۰۰۵، یک گروه روسی از دانشمندان بیش از پنج هزار لاشه هواپیما، کشتی‌های جنگی غرق شده و مواد دیگر، عمدتاً از جنگ جهانی دوم، را در کف دریا پیدا کردند.

## از جنگ جهانی دوم تاکنون
از پایان جنگ جهانی دوم، کشورهای مختلف، از جمله اتحاد جماهیر شوروی، بریتانیا و ایالات متحده، سلاح‌های شیمیایی را در دریای بالتیک دفع کرده‌اند که نگرانی‌هایی را در مورد آلودگی محیط زیست ایجاد کرده است. امروزه، ماهیگیران گاهی اوقات برخی از این مواد را پیدا می‌کنند: آخرین گزارش موجود از کمیسیون هلسینکی خاطرنشان می‌کند که چهار صید در مقیاس کوچک از مهمات شیمیایی که تقریباً ۱۰۵ کیلوگرم مواد را تشکیل می‌دهند در سال ۲۰۰۵ گزارش شده است. این کاهش از ۲۵ حادثه است که نشان دهنده ۱۱۱۰ کیلوگرم مواد در سال ۲۰۰۳ است. تاکنون، دولت ایالات متحده از افشای مختصات دقیق محل‌های غرق شدن کشتی‌ها خودداری کرده است. بطری‌های در حال پوسیدگی، گاز خردل و سایر مواد را نشت می‌کنند و به آرامی بخش قابل توجهی از دریای بالتیک را مسموم می‌کنند.
پس از سال ۱۹۴۵، جمعیت آلمانی از تمام مناطق شرق خط اودر-نایسه اخراج شدند و جای آنها را مهاجران جدید لهستانی و روسی گرفتند. لهستان بیشتر ساحل جنوبی را به دست آورد. اتحاد جماهیر شوروی با استان کالینینگراد، که بخشی از پروس شرقی با جمعیت آلمانی بود، دسترسی دیگری به بالتیک پیدا کرد. کشورهای بالتیک در ساحل شرقی توسط اتحاد جماهیر شوروی ضمیمه شدند. سپس بالتیک بلوک‌های نظامی مخالف را از هم جدا کرد: ناتو و پیمان ورشو. سوئد بی‌طرف، پس از حوادث مربوط به زیردریایی‌های سوئدی، سلاح‌هایی را برای دفاع از آب‌های سرزمینی خود توسعه داد. این وضعیت مرزی، تجارت و سفر را محدود کرد. این وضعیت تنها پس از فروپاشی رژیم‌های کمونیستی در اروپای مرکزی و شرقی در اواخر دهه ۱۹۸۰ پایان یافت. فنلاند و سوئد به ترتیب در سال‌های ۲۰۲۳ و ۲۰۲۴ به ناتو پیوستند و باعث شدند دریای بالتیک تقریباً به‌طور کامل توسط اعضای این اتحاد احاطه شود. چنین ترتیبی از ماه مه ۲۰۰۴ و پس از الحاق کشورهای بالتیک و لهستان برای اتحادیه اروپا نیز وجود داشته است. مناطق ساحلی باقی مانده غیر ناتو و غیر اتحادیه اروپا متعلق به روسیه هستند: منطقه سن پترزبورگ و برون‌بوم کالینینگراد.
طوفان‌های زمستانی از ماه اکتبر در منطقه شروع می‌شوند. این طوفان‌ها باعث غرق شدن کشتی‌های متعددی شده‌اند و به مشکلات شدید نجات مسافران کشتی M/S استونی در مسیر از تالین، استونی به استکهلم، سوئد، در سپتامبر ۱۹۹۴ کمک کردند که جان ۸۵۲ نفر را گرفت. لاشه کشتی‌های قدیمی‌تر مبتنی بر چوب مانند واسا به خوبی حفظ می‌شوند، زیرا آب سرد و لب‌شور بالتیک برای کرم کشتی مناسب نیست.
پیوستن فنلاند و سوئد به ناتو در سال‌های ۲۰۲۳ و ۲۰۲۴ به ترتیب، باعث شد برخی این دریا را «دریاچه ناتو» بنامند، زیرا همه کشورهای اطراف دریای بالتیک به جز روسیه عضو ناتو شده بودند.

## سیل‌های ناشی از طوفان
سیل‌های ناشی از طوفان معمولاً زمانی رخ می‌دهند که سطح آب بیش از یک متر بالاتر از حد معمول باشد. در وارنِمونده حدود ۱۱۰ سیل از سال ۱۹۵۰ تا ۲۰۰۰ رخ داده است، به‌طور میانگین کمی بیش از دو سیل در سال.
رویدادهای سیل تاریخی عبارت بودند از سیل همه مقدسین در سال ۱۳۰۴ و سایر سیل‌ها در سال‌های ۱۳۲۰، ۱۴۴۹، ۱۶۲۵، ۱۶۹۴، ۱۷۸۴ و ۱۸۲۵. اطلاعات کمی در مورد وسعت آنها وجود دارد. از سال ۱۸۷۲، سوابق منظم و قابل اعتمادی از سطح آب در دریای بالتیک وجود دارد. بالاترین آن سیل سال ۱۸۷۲ بود که آب به‌طور متوسط ۲٫۴۳ متر بالاتر از سطح دریا در وارنمونده و حداکثر ۲٫۸۳ متر بالاتر از سطح دریا در وارنمونده بود. در آخرین سیل‌های بسیار شدید، میانگین سطح آب در سال ۱۹۰۴ به ۱٫۸۸ متر بالاتر از سطح دریا، در سال ۱۹۱۳ به ۱٫۸۹ متر، در ژانویه ۱۹۵۴ به ۱٫۷۳ متر، در ۲ تا ۴ نوامبر ۱۹۹۵ به ۱٫۶۸ متر و در ۲۱ فوریه ۲۰۰۲ به ۱٫۶۵ متر رسید.

## کشورهای پیرامون دریای بالتیک
- لیتوانی
- لتونی
- استونی
- سوئد
- آلمان
- روسیه
- فنلاند
- لهستان